# أوهايو فالي ريسلينغ
مصارعة وادي أوهايو (بالإنجليزية: Ohio Valley Wrestling)‏ (اختصاراً "OVW") هو اتحاد مصارعة أمريكي للتدريب، يوجد مقره في لويفيل، كنتاكي.الاتحاد يدار من قبل المالك دانيال بريلي.الاتحاد كان عضو في التحالف الوطني للمصارعة (باسم بطولة وادي أوهايو للمصارعة) (بالإنجليزية: NWA Ohio Valley Championship Wrestling)‏ من عام 1998 حتى عام 2000,أصبح الـOVW جزءاً من برنامج اتحاد المصارعة العالمية الترفيهية حتى 7 فبراير 2008.

## روابط خارجية
- أوهايو فالي ريسلينغ على موقع IMDb (الإنجليزية)